# Melanophila acuminata
Melanophila acuminata é uma espécie de insetos coleópteros polífagos pertencente à família Buprestidae.
A autoridade científica da espécie é De Geer, tendo sido descrita no ano de 1774.
Trata-se de uma espécie presente no território português.